# Gare de Bellano-Tartavalle Terme
 (février 2021).
Si vous disposez d'ouvrages ou d'articles de référence ou si vous connaissez des sites web de qualité traitant du thème abordé ici, merci de compléter l'article en donnant les références utiles à sa vérifiabilité et en les liant à la section « Notes et références ».
La gare de Bellano-Tartavalle Terme est une gare ferroviaire italien de la ligne de la Valteline, située sur le territoire de la commune de Bellano dans la province de Lecco.

## Situation ferroviaire
Établie à 206 mètres d'altitude, la gare de Bellano-Tartavalle Terme est située au point kilométrique (PK) 24,847 de la Ligne de la Valteline, entre les gares de Varenna-Esino-Perledo et de Dervio.
Gare d'évitement, elle dispose d'une deuxième voie pour le croisement des trains.

## Histoire
Construite par la Rete Adriatica et mise en service le 1892 lors de l'ouverture à l'exploitation de la section de Lecco à Bellano du chemin de fer de Lecco à Sondrio.

## Service des voyageurs

### Accueil
Gare RFI, elle dispose d'un bâtiment voyageurs.
Un sous-passage planchéié[incompréhensible] permet la traversée des deux voies principales.

### Desserte
Varenna est desservie par des trains Trenord Regionale et RegioExpress des relations : Lecco - Sondrio et Tirano - Milan-Centrale. 

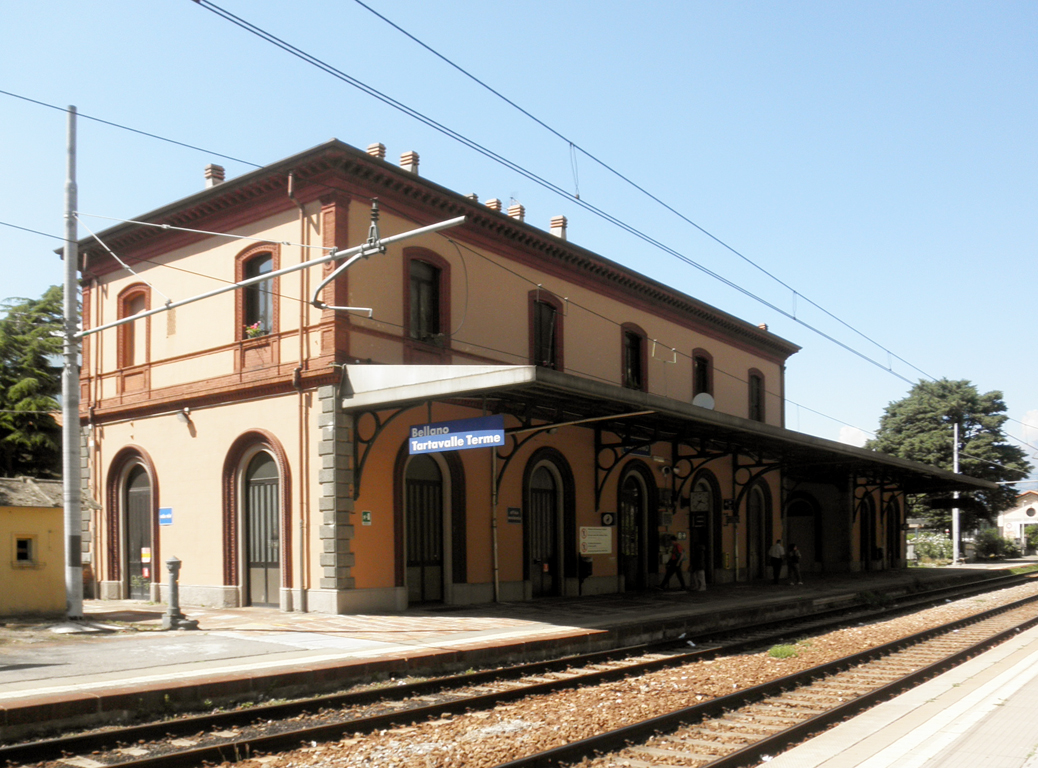
Voies de la gare.